# Tần Lĩnh
Tần Lĩnh (giản thể: 秦岭; phồn thể: 秦嶺; bính âm: Qín Lǐng; Wade–Giles: Ch'in2 Ling3) là một dãy núi chính chạy theo hướng đông-tây ở nam bộ tỉnh Thiểm Tây, Trung Quốc. Cùng với Hoài Hà, dãy núi tạo thành ranh giới tự nhiên giữa Bắc và Nam Trung Quốc. Tần Lĩnh là nơi sinh sống của rất nhiều loài thực vật và động vật hoang dã, trong đó một số loài không thể tìm thấy ở một nơi nào khác trên Trái Đất.
Ở phía bắc Tần Lĩnh là thung lũng Vị Hà có dân cư đông đúc, và là một trung tâm thời cổ của nền văn minh Trung Hoa. Ở phía nam Tần Lĩnh là thung lũng Hán Thủy. Ở phía tây là một dãy các ngọn núi dọc theo mép phía bắc của cao nguyên Thanh-Tạng. Ở phía đông Tần Lĩnh là Phục Ngưu Sơn (伏牛山) và Đại Biệt Sơn.
Mặc dù phía bắc của dãy núi hay có thời tiết nóng nực, tuy nhiên, dãy núi đã tạo thành một rào cản tự nhiên khiến cho vùng đất phìa bắc của nó có khí hậu bán khô hạn, cùng với đất đai thiếu phì nhiêu và đa dạng nên nơi đây không có một hệ động vật hoang dã phong phú. Dãy núi cũng đóng vai trò như một tuyến phòng thủ tự nhiên chống lại các cuộc xâm lược của các sắc dân du mục từ phương Bắc do chỉ có bốn đèo để qua dãy núi này. Vào cuối thập niên 1990, một hầm đường sắt và một tuyến đường xoắc ốc đường sắt đã được hoàn tất, do đó việc vượt qua dãy núi đã trở nên dễ dàng.
Đỉnh cao nhất của dãy núi là Thái Bạch Sơn (太白山) với cao độ 3.767 mét (12.359 ft), cách Tây An 100 kilômét (62 mi) về phía tây và là đỉnh núi cao nhất tại phía đông Trung Quốc. Hóa Sơn (华山) (2.155 mét (7.070 ft)), Li Sơn (骊山/驪山) (1.302 mét (4.272 ft)), và Mạch Tích Sơn (麦积山) (1.742 mét (5.715 ft)) là ba đỉnh quan trọng khác của dãy núi.

## Sinh vật
Môi trường tại Tần Lĩnh thuộc vùng sinh thái rừng rụng lá dãy núi Tần Lĩnh.
Tần Lĩnh tạo thành một vùng phân nước giữa lưu vực Hoàng Hà và Trường Giang. Lưu vực Hoàng Hà ở miền Bắc Trung Quốc, về mặt lịch sử thì vùng này có các rừng lá rộng rụng lá. Lưu vực Trường Giang ở miền Nam Trung Quốc, vùng này có mùa đông ôn hòa hơn và có lượng mưa lớn hơn, và về mặt lịch sử thì vùng này có rừng lá rộng thường xanh ôn đới ấm.
Các khu rừng có độ cao thấp ở vùng chân núi được thống trị bởi các loài cây rụng lá ôn đới như sồi (Quercus acutissima, Q. variabilis), cây đu (Ulmus), hồ đào (Juglans regia), phong (Acer spp.), tần bì (Fraxinus) và cơm nguội (Celtis). Các loài thường xanh tại các khu vực có độ cao thấp bao gồm cây lá rộng Castanopsis sclerophylla, sồi Quercus glauca và cây lá kim thông đuôi ngựa (Pinus massoniana).
Ở độ cao trung bình, các loại cây lá kim như Thông trắng Trung Quốc (Pinus armandii) mọc xen với bạch dương lá rộng (Betula), sồi (Quercus) và cây trăn (Carpinus). Từ độ cao 2.600 đến 3.000 mét, các khu rừng ở độ cao trung bình này nhường chỗ có một kiểu rừng phụ núi cao gồm linh sam (Abies fargesii, A. chensiensis), sa mộc (Cunninghamia), và bạch dương (Betula), và một giống đỗ quyên có danh pháp khoa học là Rhododendron fastigiatum mọc nhiều dưới tán rừng.
Khu vực Tần Lĩnh có một số lượng lớn các loài cây quý hiếm, trong đó khoảng 3.000 đã được ghi nhận cho đến nay. Các loài thực vật bản địa trong khu vực bao gồm chi Bạch quả (Ginkgo), một trong số các loài cây cổ nhất trên thế giới, cũng như thông trắng Trung Quốc (Pinus armandii), túc Miếu Đài (Acer miaotaiense) và sa mộc. Việc đốn gỗ tại Tần Lĩnh đã lên đến đỉnh điểm vào thế kỷ 18.
Tần Lĩnh là nơi sinh sống của các loài gấu trúc Tần Lĩnh, một phân loài của gấu trúc lớn, được bảo vệ trong vùng với sự hỗ trợ của các khu bảo tồn thiên nhiên Trường Thanh (长青) và Phật Bình (佛坪). Có từ 250 đến 280 cá thể gấu trúc lớn sinh sống trong khu vực, và được ước tính là chiếm khoảng một phần năm toàn bộ số gấu trúc lớn hoang dã. Tần Lĩnh cũng là nơi sinh sống của linh ngưu (Budorcas taxicolor, một loài bò), chim trĩ vàng (Chrysolophus pictus), voọc mũi hếch vàng (Rhinopithecus roxellana), gà lôi tía (Tragopan temminckii), Cò quăm mào Nhật Bản (Nipponia nippon), Đại bàng vàng (Aquila chrysaetos), oanh cổ đen (Luscinia obscura) và báo gấm (Neofelis nebulosa).